# Albaina
Albaina – wieś w Hiszpanii w prowincji Burgos licząca w 2008 roku 25 mieszkańców. W pobliżu wsi znajduje się kościół z około XV wieku oraz zamknięty kamieniołom.
Znajduje się w tzw. enklawie Treviño: Condado de Treviño - rejonie prowincji Burgos położonym wewnątrz baskijskiej prowincji Araba.